# Afganistan na Letnich Igrzyskach Olimpijskich 2012
Afganistan na Letnich Igrzyskach Olimpijskich 2012, które odbyły się w Londynie, reprezentowało 6 zawodników. Zdobyli oni jeden brązowy medal, zajmując 79. miejsce w klasyfikacji medalowej.
Był to trzynasty start reprezentacji Afganistanu na letnich igrzyskach olimpijskich.

## Zdobyte medale
| Medal | Zawodnik        | Dyscyplina | Konkurencja                 | Rezultat                                                              | Data       |
| ----- | --------------- | ---------- | --------------------------- | --------------------------------------------------------------------- | ---------- |
| Brąz  | Rohullah Nikpai | Taekwondo  | Kategoria do 68 kg mężczyzn | W pojedynku o brązowy medal pokonał Brytyjczyka Martina Stampera 5:3. | 9 sierpnia |

## Reprezentanci

### Boks
Mężczyźni
| Zawodnik     | Konkurencja | 1/8              | Ćwierćfinały     | Półfinały        | Finał            | Finał         |
| Zawodnik     | Konkurencja | Przeciwnik Wynik | Przeciwnik Wynik | Przeciwnik Wynik | Przeciwnik Wynik | Pozycja       |
| ------------ | ----------- | ---------------- | ---------------- | ---------------- | ---------------- | ------------- |
| Ajmal Faisal | waga musza  | Oubaali P 9–22   | Nie awansował    | Nie awansował    | Nie awansował    | Nie awansował |

### Judo
Mężczyźni
| Zawodnik       | Konkurencja | 1/64                     | 1/32             | 1/16             | 1/8              | Ćwierćfinały     | Półfinały        | Repesaż 1        | Repesaż 2        | Repesaż 3        | Finał            | Finał   |
| Zawodnik       | Konkurencja | Przeciwnik Wynik         | Przeciwnik Wynik | Przeciwnik Wynik | Przeciwnik Wynik | Przeciwnik Wynik | Przeciwnik Wynik | Przeciwnik Wynik | Przeciwnik Wynik | Przeciwnik Wynik | Przeciwnik Wynik | Pozycja |
| -------------- | ----------- | ------------------------ | ---------------- | ---------------- | ---------------- | ---------------- | ---------------- | ---------------- | ---------------- | ---------------- | ---------------- | ------- |
| Ajmal Faizzada | -66 kg      | Mikols Ungvari P 000-100 | Nie awansował    | Nie awansował    | Nie awansował    | Nie awansował    | Nie awansował    | Nie awansował    | Nie awansował    | Nie awansował    | Nie awansował    | 33-36.  |

### Lekkoatletyka
Mężczyźni
| Zawodnik    | Konkurencja | Eliminacje | Eliminacje | Ćwierćfinał   | Ćwierćfinał   | Półfinał      | Półfinał      | Finał         | Finał         |
| Zawodnik    | Konkurencja | Wynik      | Miejsce    | Wynik         | Miejsce       | Wynik         | Miejsce       | Wynik         | Miejsce       |
| ----------- | ----------- | ---------- | ---------- | ------------- | ------------- | ------------- | ------------- | ------------- | ------------- |
| Masud Azizi | 100 m       | 11.19      | 6          | Nie awansował | Nie awansował | Nie awansował | Nie awansował | Nie awansował | Nie awansował |

Kobiety
| Zawodniczka       | Konkurencja | Eliminacje | Eliminacje | Ćwierćfinał    | Ćwierćfinał    | Półfinał       | Półfinał       | Finał          | Finał          |
| Zawodniczka       | Konkurencja | Wynik      | Miejsce    | Wynik          | Miejsce        | Wynik          | Miejsce        | Wynik          | Miejsce        |
| ----------------- | ----------- | ---------- | ---------- | -------------- | -------------- | -------------- | -------------- | -------------- | -------------- |
| Tahmina Kohistani | 100 m       | 14.42      | 9          | Nie awansowała | Nie awansowała | Nie awansowała | Nie awansowała | Nie awansowała | Nie awansowała |

### Taekwondo
| Zawodnik           | Konkurencja | 1/8              | Ćwierćfinał      | Półfinał         | Repesaż 1        | Repesaż 2        | Finał            | Finał   |
| Zawodnik           | Konkurencja | Przeciwnik Wynik | Przeciwnik Wynik | Przeciwnik Wynik | Przeciwnik Wynik | Przeciwnik Wynik | Przeciwnik Wynik | Pozycja |
| ------------------ | ----------- | ---------------- | ---------------- | ---------------- | ---------------- | ---------------- | ---------------- | ------- |
| Rohullah Nikpai    | -68 kg      | Łoniewski W 12–5 | Motamed P 4–5    | Nie awansował    | Boui W 14–2      | Stamper W 5–3    | Nie awansował    | brąz    |
| Nesar Ahmad Bahawi | -80 kg      | Chernoubi W 4–3  | Crismanich P 1–9 | Nie awansował    | Scott W 11–6     | Sarmiento P 0–4  | Nie awansował    | 5       |